# Coscinophragmatidae
Coscinophragmatidae es una familia de foraminíferos bentónicos de la superfamilia Coscinophragmatoidea, del suborden Biokovinina y del orden Loftusiida. Su rango cronoestratigráfico abarca desde el Triásico superior hasta la Actualidad.

## Discusión
Clasificaciones previas incluían Coscinophragmatidae en el suborden Textulariina y en el orden Textulariida.

## Clasificación
Coscinophragmatidae incluye a los siguientes géneros:
- Alpinophragmium †
- Ammotrochoides
- Bdelloidina
- Coscinophragma †
- Goellipora †

Otro género considerado en Coscinophragmatidae es:
- Polyphragma, aceptado como Coscinophragma